# Шверинсдорф
Шверинсдорф (њем. Schwerinsdorf) општина је у њемачкој савезној држави Доња Саксонија. Једно је од 19 општинских средишта округа Лер. Према процјени из 2010. у општини је живјело 756 становника. Посједује регионалну шифру (AGS) 3457019.

## Географски и демографски подаци
Шверинсдорф се налази у савезној држави Доња Саксонија у округу Лер. Општина се налази на надморској висини од 5 метара. Површина општине износи 5,6 km². У самом мјесту је, према процјени из 2010. године, живјело 756 становника. Просјечна густина становништва износи 135 становника/km².

## Међународна сарадња
| Мјесто  | Држава    | Врста сарадње | Од    |
| ------- | --------- | ------------- | ----- |
| Тен Бор | Холандија | пријатељство  | 1994. |
| Извор   |           |               |       |